# ترجمة الجمهور لألعاب الفيديو
في ألعاب الفيديو، ترجمة الجمهور أو المعجبين هي الترجمة غير رسمية لاحدى الالعاب من الجماهير.

ترجمة غير رسمية من المعجبين للعبة ذا لاست أوف أس

نمت ممارسة ترجمة المعجبين في الالعاب مع ظهور محاكاة مشغل ألعاب الفيديو في أواخر التسعينيات. مجتمع من الناس الذين كانوا مهتمين بإعادة اللعب وتعديل الألعاب التي لعبوها في شبابهم. فالمعرفة والأدوات التي انبثقت عن هذا المجتمع سمحت لهم بالعمل مع المترجمين لجعل عناوين ألعاب الفيديو محلية، والتي لم تكن متاحة قط خارج بلدهم الأصلي الأصلي.
ترجمات المعجبين لألعاب كونسول ألعاب الفيديو عادة ما يتم إنجازها عن طريق تعديل صورة قرص رومي ثنائي واحد للعبة. من ناحية أخرى، يمكن أن تتضمن ترجمات المعجبين لألعاب PC ترجمة العديد من الملفات الثنائية في جميع أنحاء دليل اللعبة والتي يتم تغليفها وتوزيعها على شكل رقعة معجبين. في التعامل مع ترجمات ألعاب الكونسول، يتم استخدام جهاز التحكم بشكل عام للعب المنتج النهائي، على الرغم من أن الأجهزة غير الرسمية، أو الأجهزة أو الأجهزة البرمجية يمكن استخدامها لتشغيل صورة ROM المترجمة على أجهزتها الأصلية